# Château
Pour les articles homonymes, voir Château (homonymie).
 (avril 2017).
Un château est à l'origine une construction médiévale qui cumule plusieurs fonctions : militaire, en assurant le contrôle d'un territoire ou une frontière ; symbolique et politique, en matérialisant l'emprise d'un homme ou d'un lignage sur un domaine ; publique, comme lieu de réception et, lorsqu'il détient le droit de ban, de perception de l'impôt et pour rendre la justice ; et d'habitation.
C'est ainsi que l'on retrouve dans le château médiéval, originellement dans le donjon, les trois composantes que sont : la camera (la chambre et plus largement les appartements seigneuriaux) ; l'aula (la grande salle, le lieu public de réception) et la capella (la chapelle, qui sacralise le pouvoir féodal, dans une époque ou la religion est indissociable de la vie de tous les jours).
Les premiers châteaux furent construits en bois, souvent sur une élévation de terre, une motte dite « castrale » ou « féodale », on parle alors de châteaux de terres, bâtis en terre et en bois, remplacés par les châteaux de pierres, que l'on a coutume d’appeler châteaux forts.
À la Renaissance, les rois de France, bientôt imités par leurs vassaux, décidèrent de construire ou d'aménager leurs châteaux non plus pour la défense, mais pour leur agrément et leur confort.
Contrairement au palais urbain, le château a la particularité, très tôt, de désigner une résidence seigneuriale ou princière. Il peut aussi s'agir de l'élément de la défense d'une ville, résidence seigneuriale ou non, tel que pour le château de Montsoreau qui donnera ensuite son nom à la ville de Montsoreau. C'est aussi le cas du premier château du Louvre, qui devint le palais du Louvre lorsqu'il devint siège du pouvoir royal et fut intégré à la ville.

## Définition
Le mot château est issu du latin castellum, diminutif de castrum.
Dans la langue classique, les deux termes désignent deux types d'édifices différents :
- le castrum qui est généralement accolé à une localité fortifiée. Son pluriel castra fait référence aux grands camps accompagnant les conquêtes des légions romaines ;
- le castellum qui est littéralement un petit castrum.

Aux XIe et XIIe siècles, dans les textes latins médiévaux, cette distinction s'estompe, et les deux mots sont employés. C'est ce que nous appelons aujourd'hui les « châteaux forts ». Sachant que le château du Moyen Âge est, par essence et étymologie, forcément « fort ».

## Europe

### Histoire des châteaux européens

#### Genèse du château français
Le château (castel en occitan) du Moyen Âge n'est pas le castellum romain ; ce serait plutôt la villa antique munie de défenses extérieures.
Jusque vers l'an mille le château (castellum) est un lieu fortifié. Il peut aussi bien définir : un fortin à vocation purement militaire ; une petite ville entourée d'une enceinte ; le centre enclos d'un grand domaine rural ou encore d'un éperon rocheux servant d'abri à la population d'un village.
À partir du Xe siècle, le château désigne une demeure mise en défense et à la fin du Moyen Âge une belle et grande demeure, témoignant d'un statut social élevé de celui qui le possède.

#### L'âge des châteaux forts

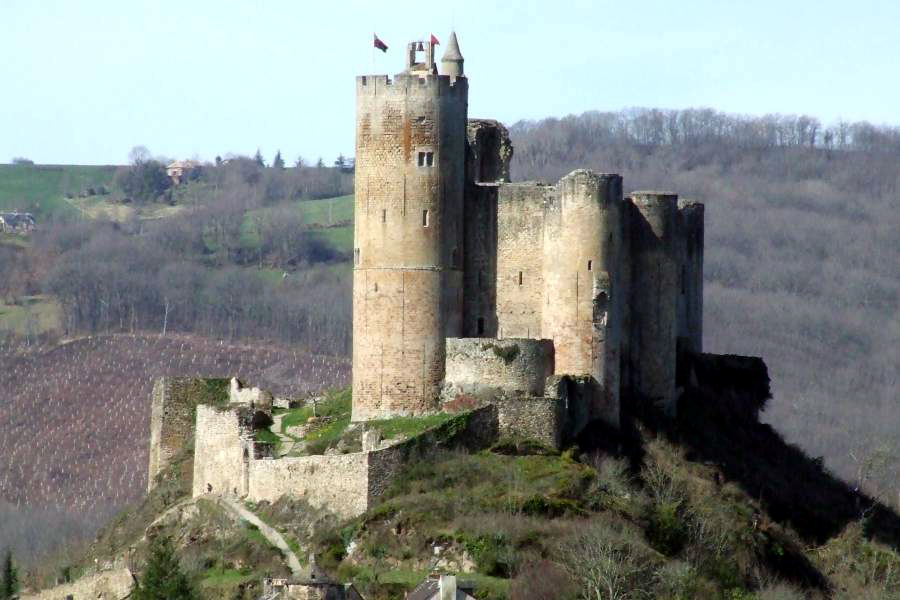
Château de Najac en Aveyron.
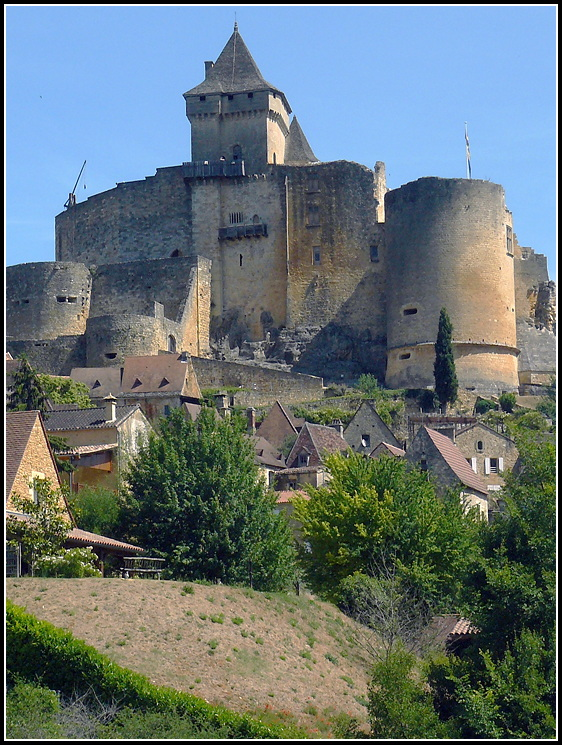
Château de Castelnaud, en Dordogne.
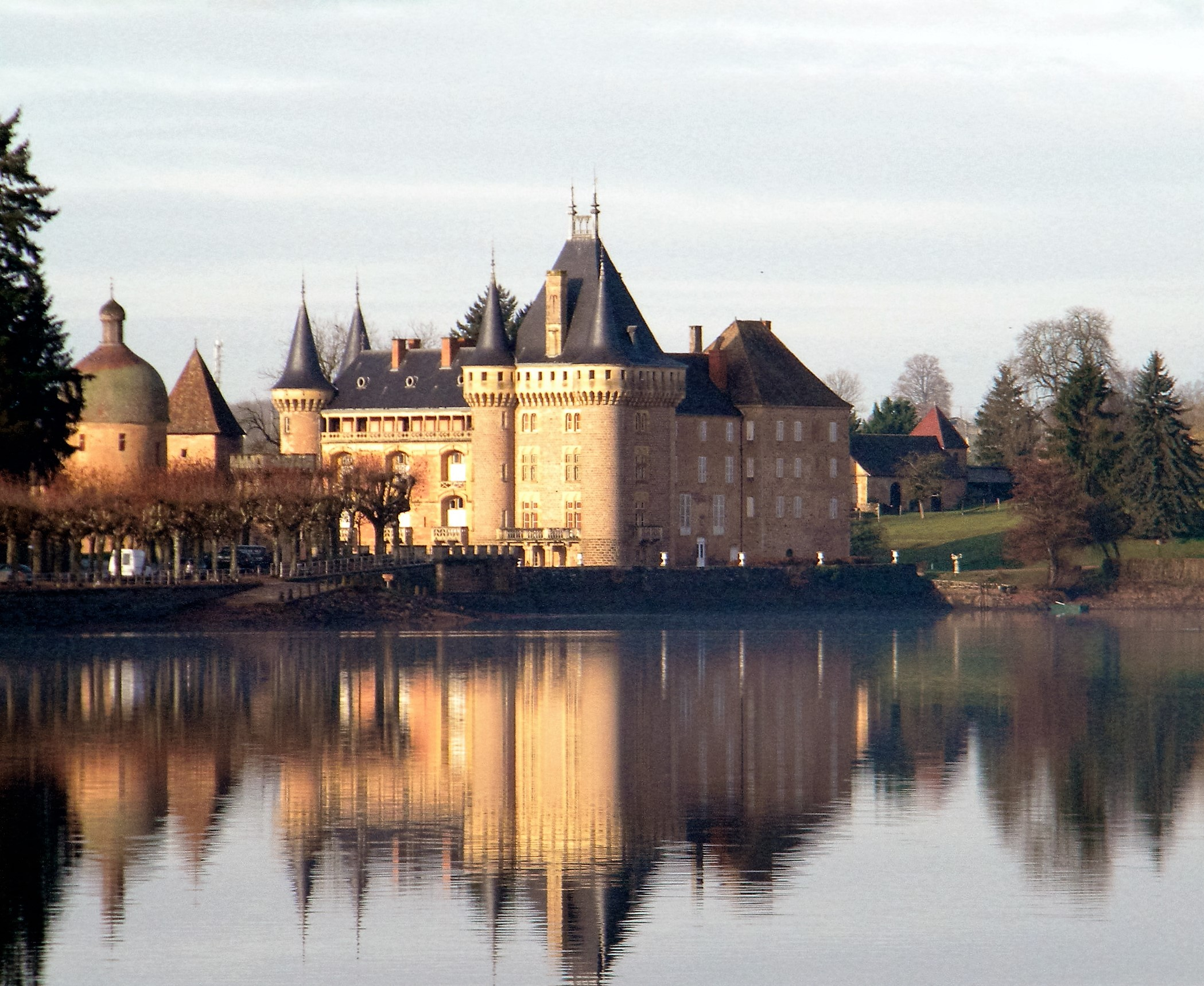
Château de La Clayette, en Bourgogne.
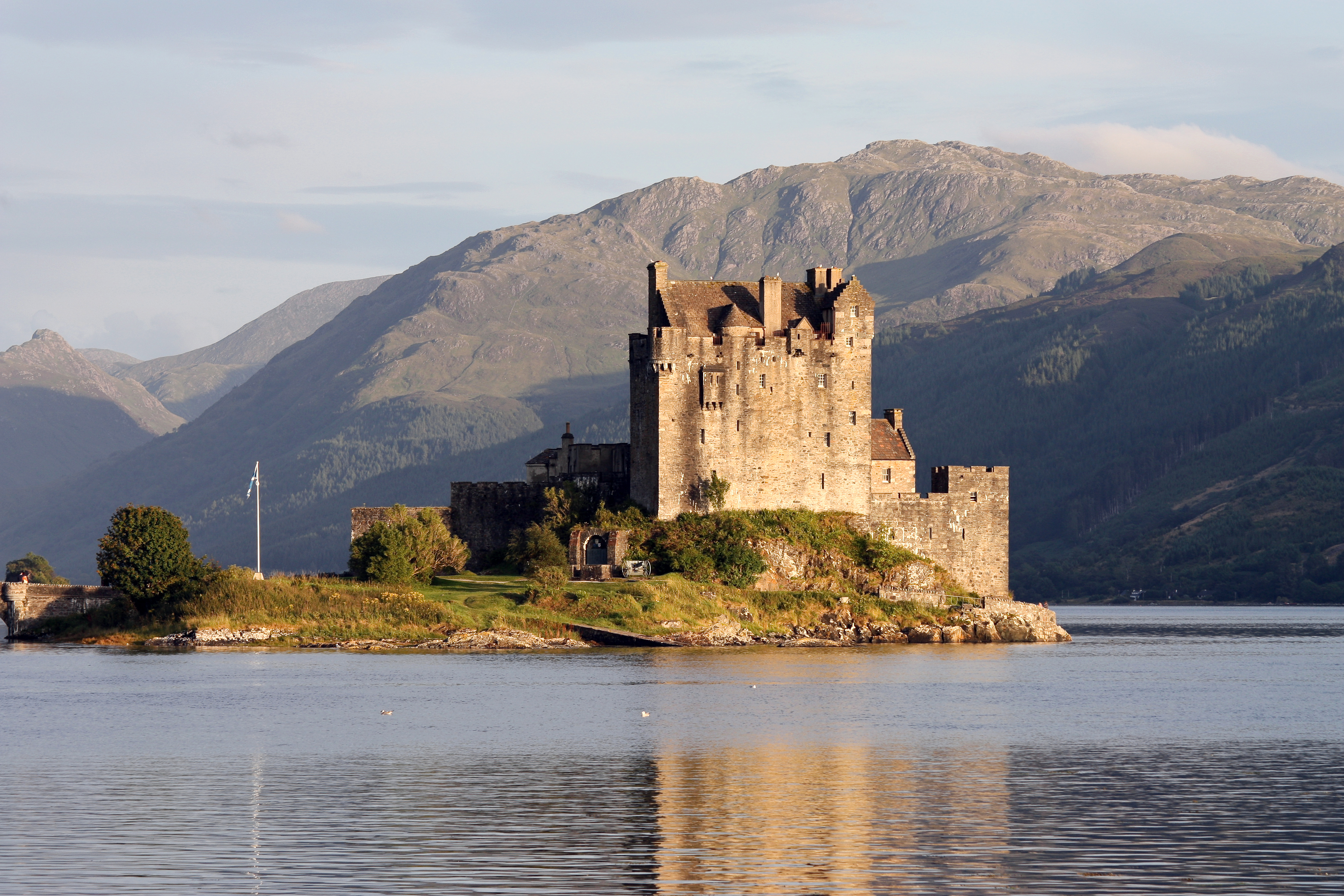
Château d'Eilean Donan (XIIIe siècle), dans les Highlands d'Écosse.
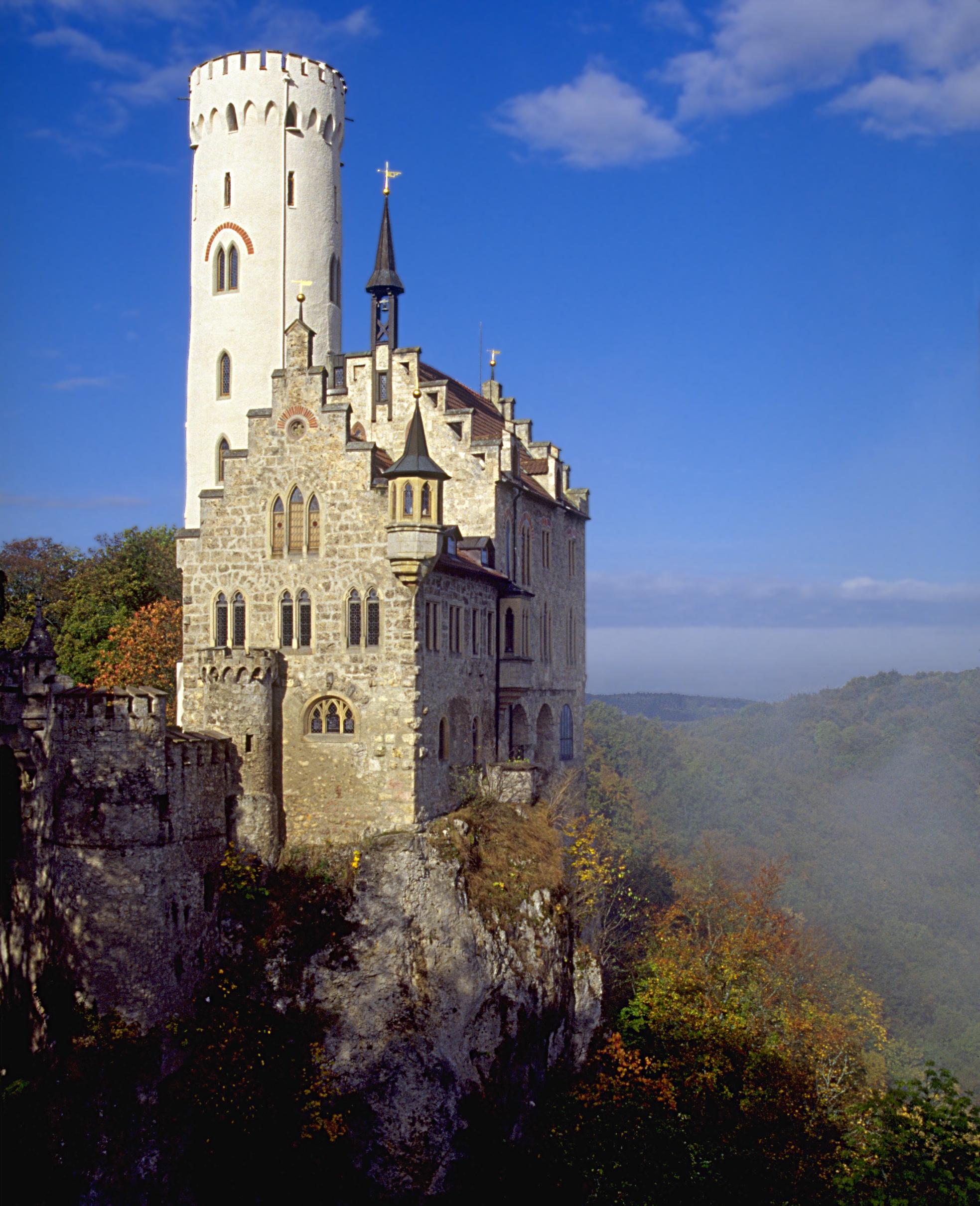
Château de Lichtenstein (XIIIe siècle), en Allemagne.

#### Châteaux de la Renaissance
L'usage de fortifications pour les demeures seigneuriales s'est maintenu jusqu'au XVe siècle, voire plus tard. Mais avec le retour de la paix à la fin de la guerre de Cent Ans et les progrès de l'artillerie, la préoccupation n'est plus à la protection. Les rois de France construisent des châteaux dans le Val de Loire, et de nombreux aristocrates érigent des demeures ouvertes sur la campagne environnante. Un souci particulier est désormais accordé au confort. Il existe aujourd'hui plus de 300 châteaux de la Loire. Par la suite, avec le déplacement de la cour en Île-de-France, c'est dans cette région et dans la province historique de la Champagne que fut érigée la plupart des châteaux seigneuriaux. C'est ainsi que furent bâtis les châteaux d'Écouen, de Dampierre ou de Vaux-le-Vicomte.
Si la forteresse est associée à la souveraineté, le château est le symbole du pouvoir pour le prince et pour ses sujets. Machiavel et certains humanistes de la Renaissance l'associent à la tyrannie. Selon le philosophe florentin, seul un prince qui craint son peuple se réfugie derrière des murs. Leon Battista Alberti considère que les forteresses construites en marge de la ville sont les demeures des tyrans, haïes du peuple. Le bon prince ne craint pas ses sujets et installe son palais au centre de la ville.

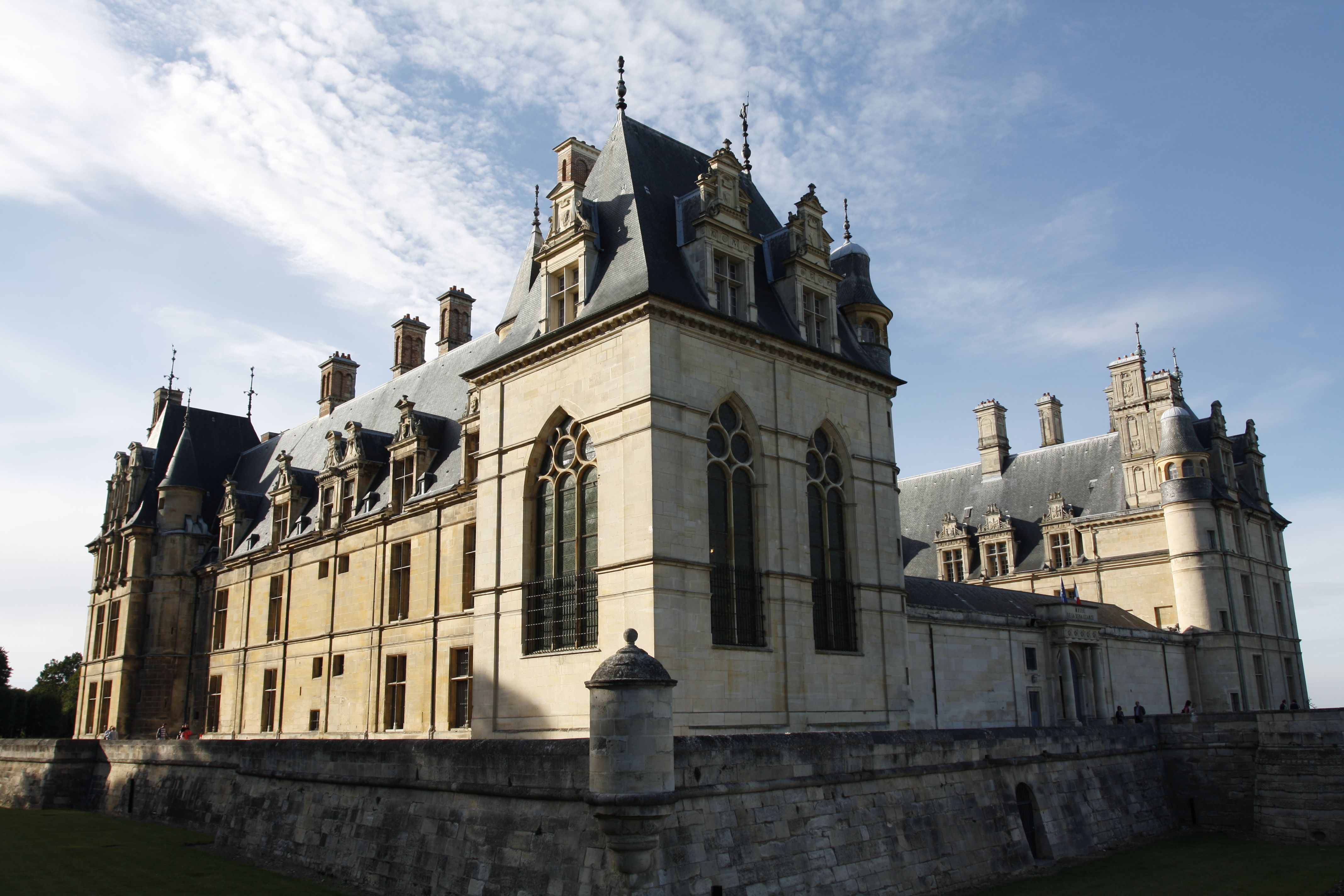
Château d'Écouen (XVIe siècle), en France.
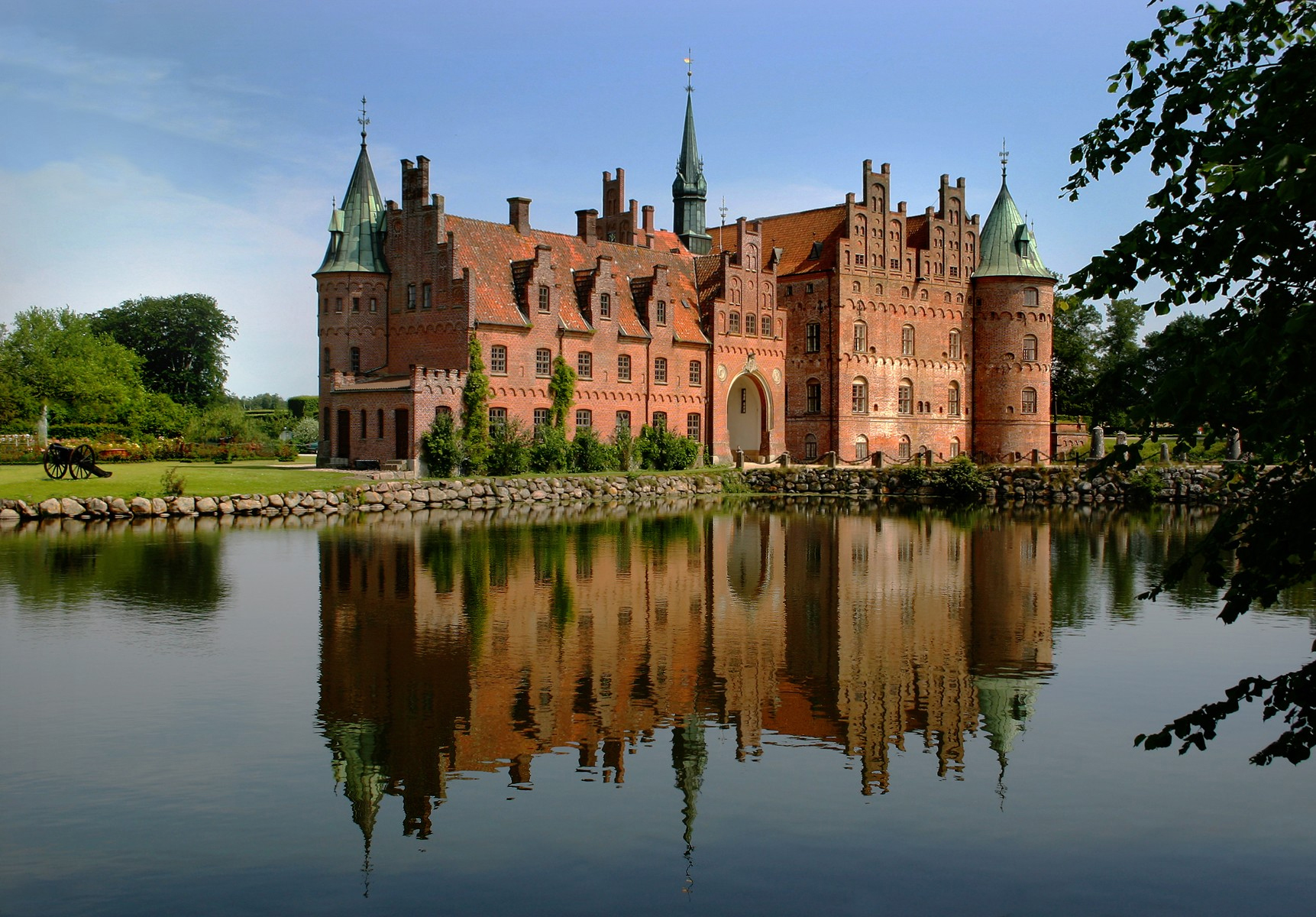
Château d'Egeskov (XVIe siècle) au Danemark.
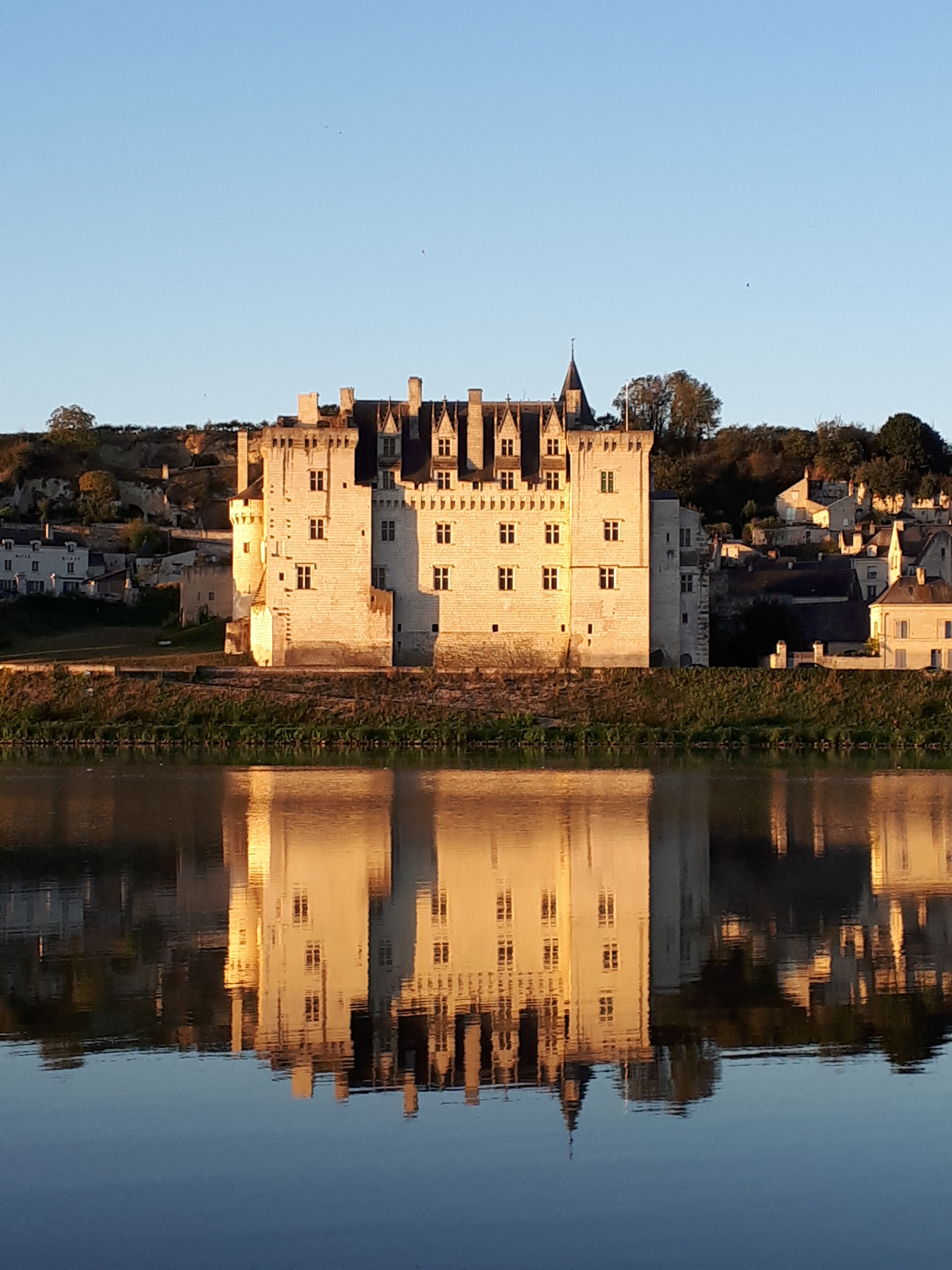
Château de Montsoreau (XVe siècle), en France.
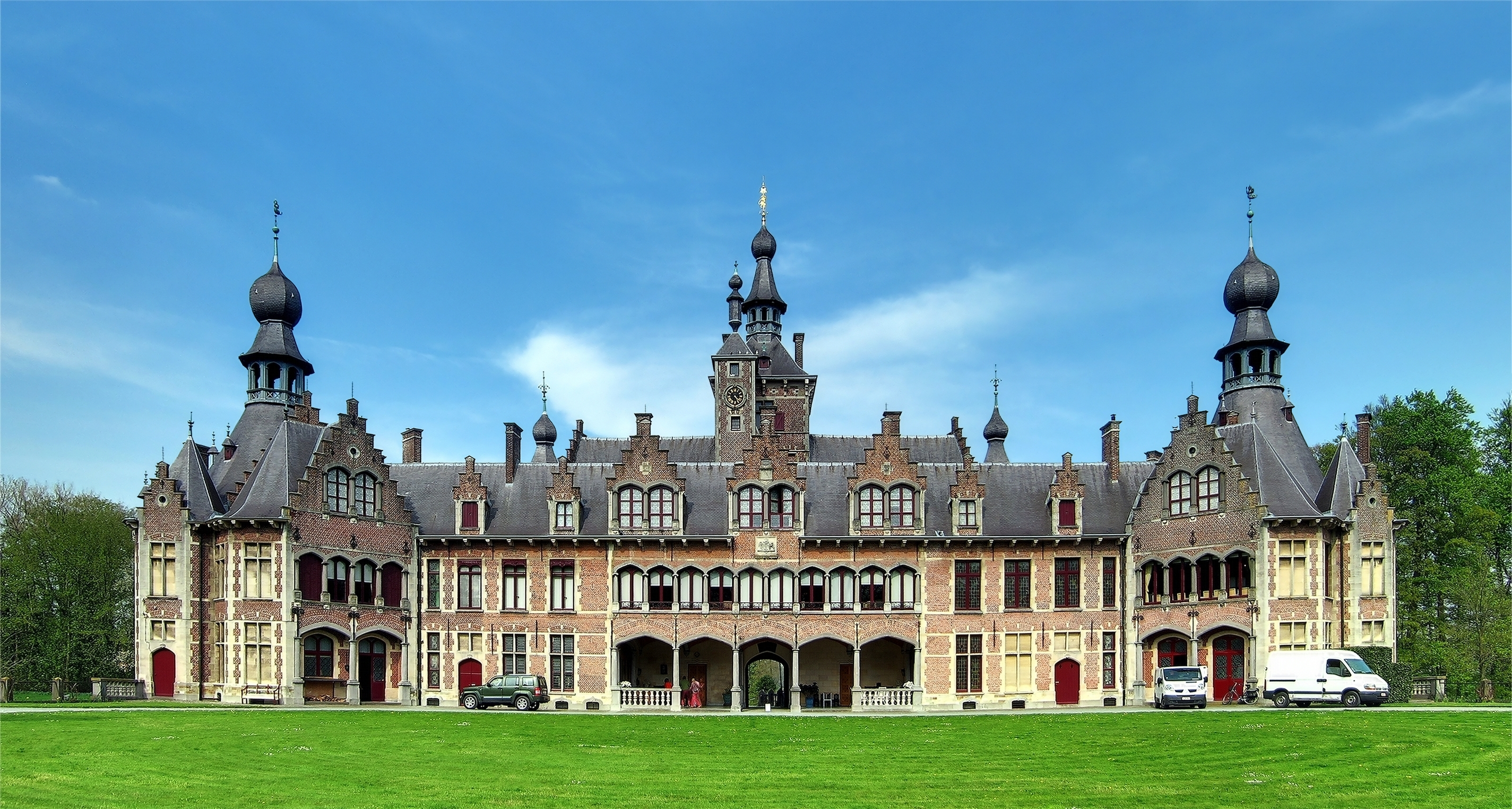
Chateau d'Ooidonk (XVIe siècle), en Belgique.
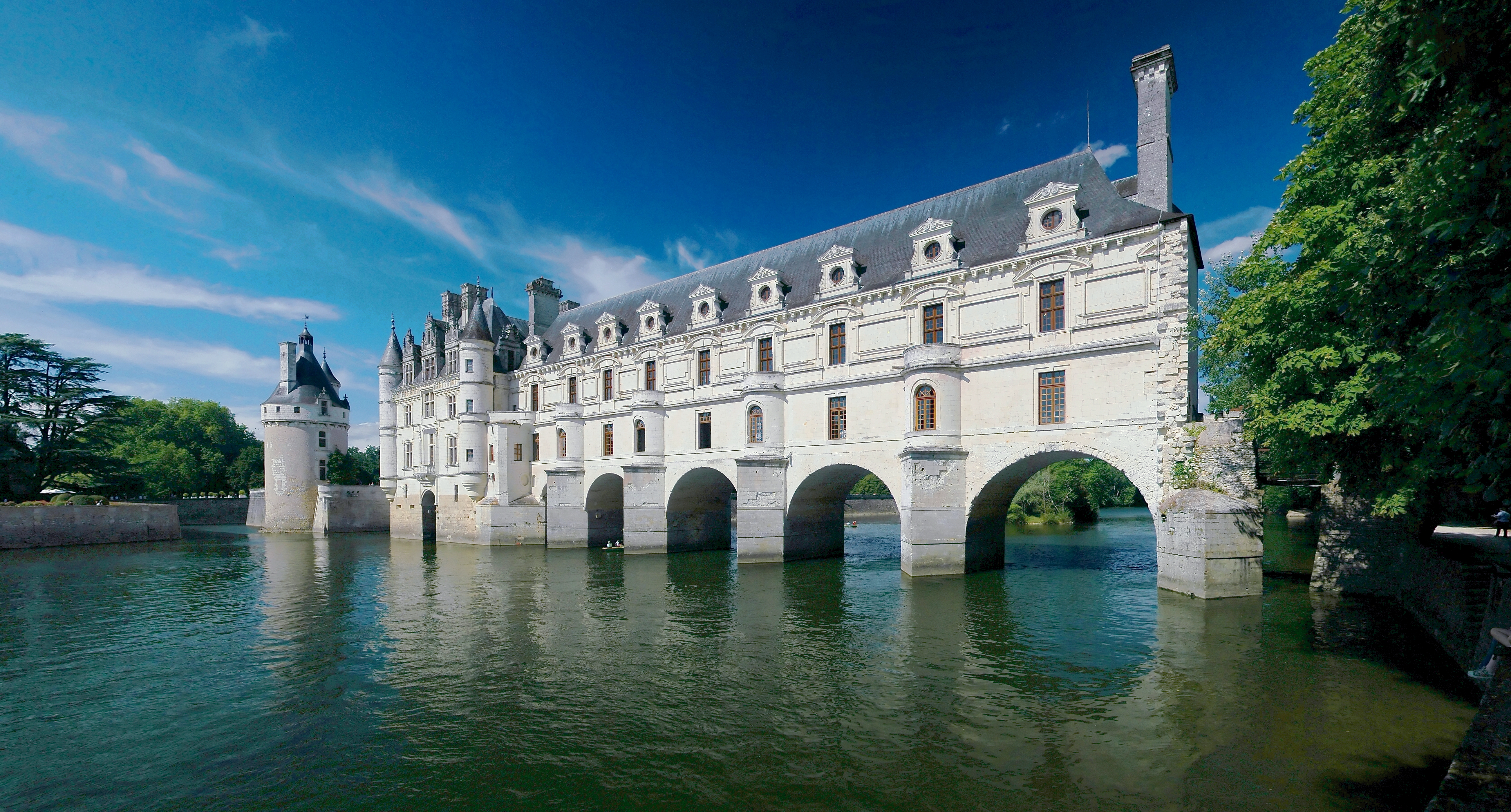
Château de Chenonceau (XVe siècle), en France.
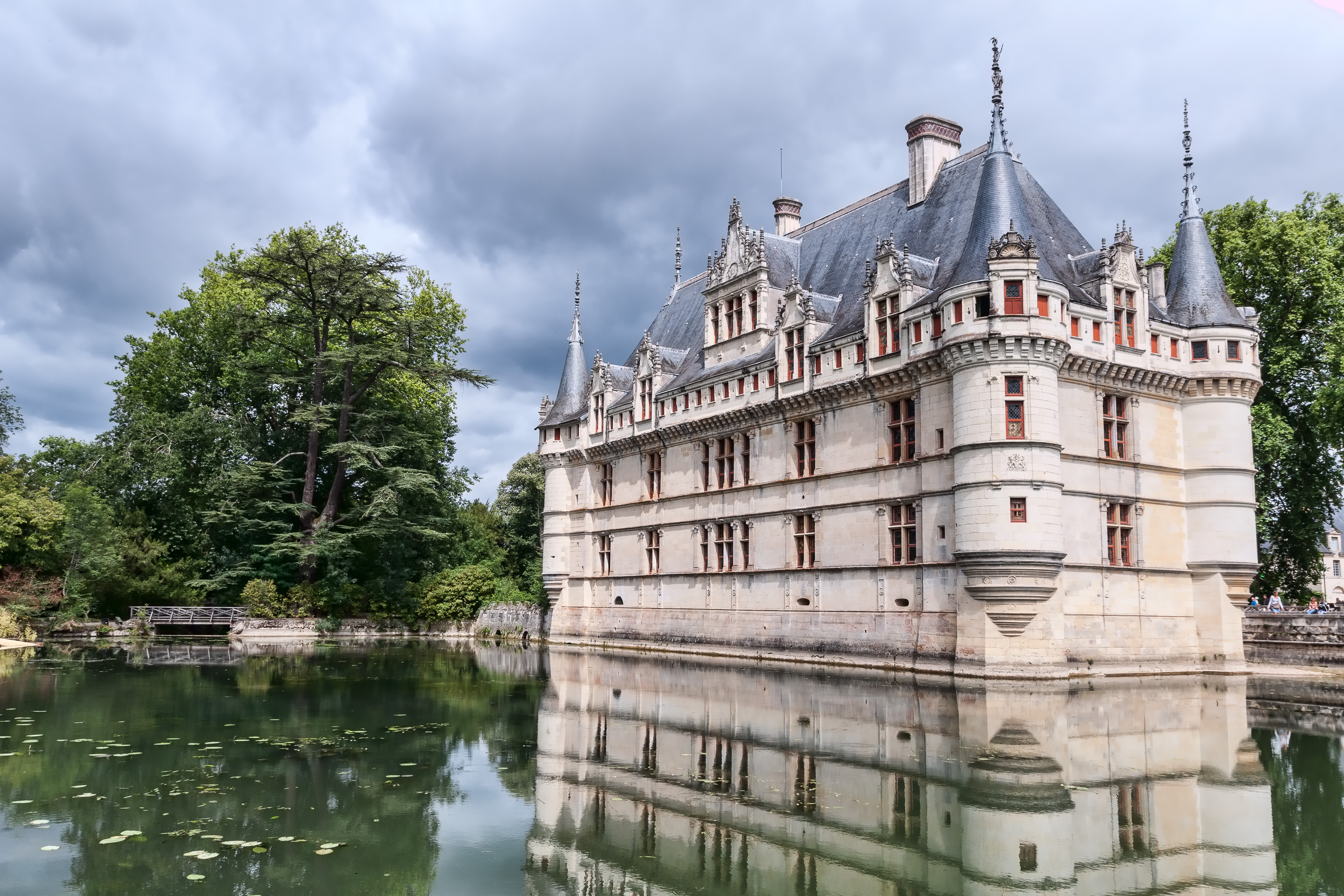
Château d'Azay-le-Rideau (XVIe siècle), en France.

#### Du château de la Renaissance à la résidence des champs
Au début du siècle des Lumières, quelques châteaux de la Renaissance, tels les châteaux de Champs-sur-Marne, Condé, Réveillon et Voré, poursuivent leurs transformations et embellissements afin de devenir la résidence champêtre de grands seigneurs, lesquels retrouvent en complément de la ville tout le charme de la campagne.

### Demeures royales
Les châteaux royaux diffèrent généralement des châteaux seigneuriaux par leur magnificence et leur taille. Ils étaient le plus souvent situés au centre de forêts giboyeuses, tel le château de Chambord ou celui de Fontainebleau.
Ces châteaux, bien qu'abritant le gouvernement royal et la cour, itinérante jusqu'à l'installation de Louis XIV à Versailles, n'étaient pas considérés comme siège du pouvoir. Situés à la campagne, ils ne portent pas le titre de palais. Il en est de même pour le château de Versailles. Ancien pavillon de chasse devenu centre de l'administration royale dès 1682, il ne fut jamais un palais, car situé en région rurale, et non à Paris, tandis que le palais du Louvre était considéré comme le siège du pouvoir à l'époque.

#### Quelques exemples de châteaux royaux européens
- Allemagne :
  - château de Charlottenburg
  - château de Herrenchiemsee
  - château de Karlsruhe
  - château de Nymphenburg
  - château de Schleissheim
  - château de Linderhof
  - château de Ludwigsbourg
  - château de Neuschwanstein
  - château de la Résidence de Dresde
  - château de Sans-Souci à Potsdam
  - Nouveau Palais (Potsdam)
- Autriche :
  - château de Schönbrunn
  - Hofburg de Vienne
- Belgique :
  - château de Ciergnon
  - château de Laeken
  - palais royal de Bruxelles
  - ancien palais du Coudenberg
- Danemark :
  - château de Rosenborg
- Espagne :
  - Alcazar de Séville
  - Alhambra (Grenade)
  - Escurial
  - palais royal d'Aranjuez
  - palais royal de la Granja de San Ildefonso
  - palais royal de Madrid
- France :
  - château d'Amboise
  - château de Blois
  - château de Chambord
  - château de Chenonceau
  - château de Compiègne
  - château d'Écouen
  - château de Fontainebleau
  - château-Gaillard (Amboise)
  - château de l'île de la Cité, à Paris
  - château de Meudon
  - château de Saint-Germain-en-Laye
  - château de Senlis
  - château de Tarascon
  - château de Vaux-le-Vicomte
  - château de Versailles
  - château de Villandry
  - château de Villers-Cotterêts
  - château de Vincennes
  - palais du Louvre
- Grande-Bretagne :
  - château de Hampton Court
  - château de Windsor
  - palais de Buckingham
- Hollande :
  - palais Het Loo
- Hongrie :
  - château de Buda
  - palais Esterházy
- Italie :
  - palais royal (Turin)
  - palais de Caserte
- Norvège :
  - palais royal d'Oslo
- Pologne :
  - palais de Wilanów
- Portugal :
  - palais royal de Queluz
- Roumanie :
  - château de Peleş
- Suède :
  - palais royal de Stockholm
- Tchéquie :
  - château de Prague

## Moyen-Orient
Turquie
- palais de Topkapı

Syrie
- Krak des chevaliers

## Afrique
- Forts de la côte ghanéenne

## Asie du Nord - Europe
- Russie :
  - palais Catherine
  - palais de Peterhof
  - Kremlin de Moscou

## Asie
- Chine :
  - Cité interdite
- Inde :
  - fort d'Amber
  - fort Rouge (Delhi)
- Japon
  - château japonais
- Thaïlande :
  - palais royal (Bangkok)

## Amériques
- Canada :
  - Château Frontenac, Québec
  - château Haldimand, Québec
  - château Ramezay, Québec
  - Forts et châteaux Saint-Louis, Québec
  - Hatley Castle, Colombie-Britannique
  - Rideau Hall, Ontario